# Youssouf Fofana
Youssouf Fofana (10. ledna 1999, Paříž, Francie) je francouzský fotbalový záložník, který od léta 2025 hraje za italský za Milán a také za francouzský národní tým.

## Přestupy
- z Štrasburk do Monako za 15 000 000 Euro
- z Monako do Milán za 20 000 000 Euro

## Kariéra

### Klubová
Fofana zahájil svou kariéru v různých mládežnických akademiích v Paříži a 21. února 2017 nastoupil do mládežnické akademie ve Štrasburku. Svůj profesionální debut si odbyl v dresu Štrasburku při prohře 2:0 v Ligue 1 s Lyonem 24. srpna 2018.
Fofana odehrál svůj poslední zápas za Štrasburk 25. ledna 2020 při venkovní výhře 3:1 nad Monacem. O čtyři dny později podepsal smlouvu právě s Monacem za 15 milionů eur a debutoval 1. února, kdy odehrál 71 minut při venkovní porážce 3:1 s Nîmes. Dne 25. listopadu 2021 vstřelil Fofana svůj první gól za Monaco, vítězný gól při vítězství 2:1 v Evropské lize UEFA doma nad Realem Sociedad. Svůj první ligový gól v klubu vstřelil při domácí porážce 4:2 s Troyes 31. srpna 2022.

### Reprezentační
Fofana byl mládežnickým reprezentantem Francie od 19 do 21 let.
Dne 15. září 2022 byl Fofana poprvé povolán do francouzského národního týmu na dva zápasy Ligy národů UEFA proti Rakousku a Dánsku. V listopadu byl povolán na Mistrovství světa ve fotbale 2022 v Kataru trenérem Didierem Deschampsem. Na turnaji nastoupil v šesti ze sedmi zápasů Francie, nehrál pouze ve čtvrtfinále proti Anglii (výhra 2:1). Ve finále proti Argentině 18. prosince nastoupil Fofana jako náhradník v prodloužení v 96. minutě za Adriena Rabiota. Zápas skončil remízou 3:3 po prodloužení a Argentina zvítězila na penalty.

## Statistiky

### Klubové
| Sezóna              | Klub                | Liga                | Liga   | Liga | Domácí poháry | Domácí poháry | Domácí poháry | Kontinentální poháry | Kontinentální poháry | Kontinentální poháry | Celkem | Celkem |
| Sezóna              | Klub                | Soutěž              | Zápasy | Góly | Soutěž        | Zápasy        | Góly          | Soutěž               | Zápasy               | Góly                 | Zápasy | Góly   |
| ------------------- | ------------------- | ------------------- | ------ | ---- | ------------- | ------------- | ------------- | -------------------- | -------------------- | -------------------- | ------ | ------ |
| 2018/19             | Štrasburk           | Ligue 1             | 17     | 2    | FP+FLP        | 1+4           | 0+1           | -                    | 0                    | 0                    | 22     | 3      |
| 2019/20             | Štrasburk           | Ligue 1             | 13     | 1    | FP+FLP        | 1+2           | 0             | EL                   | 3                    | 0                    | 19     | 1      |
| Celkem za Štrasburk | Celkem za Štrasburk | Celkem za Štrasburk | 30     | 3    | -             | 8             | 1             | -                    | 3                    | 0                    | 41     | 4      |
| 2020                | Monako              | Ligue 1             | 7      | 0    | -             | 0             | 0             | -                    | 0                    | 0                    | 7      | 0      |
| 2020/21             | Monako              | Ligue 1             | 35     | 0    | FP            | 5             | 0             | -                    | 0                    | 0                    | 40     | 0      |
| 2021/22             | Monako              | Ligue 1             | 33     | 0    | FP            | 4             | 0             | LM+EL                | 4+5                  | 0+1                  | 46     | 1      |
| 2022/23             | Monako              | Ligue 1             | 36     | 2    | FP            | 1             | 0             | LM+EL                | 2+8                  | 0                    | 47     | 2      |
| 2023/24             | Monako              | Ligue 1             | 32     | 4    | FP            | 3             | 0             | -                    | 0                    | 0                    | 35     | 4      |
| Celkem za Monako    | Celkem za Monako    | Celkem za Monako    | 143    | 6    | -             | 13            | 0             | -                    | 19                   | 1                    | 175    | 7      |
| 2024/25             | Milán               | Serie A             | 33     | 1    | IP+IS         | 4+2           | 0             | LM                   | 10                   | 0                    | 49     | 1      |
| Celkově             | Celkově             | Celkově             | 206    | 10   | -             | 27            | 1             | -                    | 32                   | 1                    | 265    | 12     |

### Reprezentační

#### Statistika na velkých turnajích
| Reprezentace | Rok     | Zápasy               | Zápasy  | Zápasy      | Zápasy           | Zápasy           | Zápasy            |
| Reprezentace | Rok     | Fáze turnaje         | Datum   | Soupeř      | Odehraných minut | Vstřelené branky | Výsledek          |
| ------------ | ------- | -------------------- | ------- | ----------- | ---------------- | ---------------- | ----------------- |
| Francie      | MS 2022 | 1 zápas ve skupině D | 22. 11. | Austrálie   | 13               | 0                | 4:1               |
| Francie      | MS 2022 | 2 zápas ve skupině D | 26. 11. | Dánsko      | 1                | 0                | 2:1               |
| Francie      | MS 2022 | 3 zápas ve skupině D | 30. 11. | Tunisko     | 73               | 0                | 0:1               |
| Francie      | MS 2022 | Osmifinále           | 4. 12.  | Polsko      | 24               | 0                | 3:1               |
| Francie      | MS 2022 | Semifinále           | 4. 12.  | Maroko      | 90               | 0                | 2:0               |
| Francie      | MS 2022 | Finále               | 4. 12.  | Argentina   | 24               | 0                | 3:3 (4:2 na pen.) |
| Francie      | ME 2024 | 1 zápas ve skupině D | 17. 6.  | Rakousko    | 1                | 0                | 1:0               |
| Francie      | ME 2024 | 3 zápas ve skupině D | 25. 6.  | Polsko      | 9                | 0                | 1:1               |
| Francie      | ME 2024 | Čtvrtfinále          | 5. 7.   | Portugalsko | 30               | 0                | 0:0 (5:3 na pen.) |

#### Reprezentační branky
| Gól | Datum        | Stadion                             | Soupeř    | Skóre | Výsledek | Soutěž                             |
| --- | ------------ | ----------------------------------- | --------- | ----- | -------- | ---------------------------------- |
| 010 | 18. 11. 2023 | Allianz Riviera, Nice, Francie      | Gibraltar | 7:0   | 14:0     | Kvalifikace na ME 2024 – skupina B |
| 02  | 21. 11. 2023 | Stadio Agia Sophia, Atény, Řecko    | Řecko     | 2:2   | 2:2      | Kvalifikace na ME 2024 – skupina B |
| 03  | 26. 3. 2024  | Stade Vélodrome, Marseille, Francie | Chile     | 1:1   | 2:2      | Přátelské utkání                   |

## Úspěchy

### Klubové
- vítěz francouzského ligového poháru (1x)

Štrasburk: 2018/19
- vítěz italského superpoháru (1x)

Milán: 2024

### Reprezentační
- 1x na MS (2022 – stříbro)
- 1x na ME (2024 – bronz)
- 1x na ME 21 (2021)
- 1x na MS 20 (2019)